# Bombardement du 3 mai 2023 à Kherson
Le bombardement du 3 mai 2023 à Kherson est survenu dans l'après-midi du 3 mai 2023 lorsque les troupes russes ont tiré de l'artillerie sur plusieurs quartiers de Kherson, en Ukraine.

## Bombardement
Dans le quartier de Korabelny, les russes ont tiré sur le seul hypermarché "Epitsentr" en activité de la ville, au centre de la ville, sur le supermarché "ATB", la station-service "OKKO", une quincaillerie, des immeubles résidentiels, une usine et une gare. Au cours de la journée, 539 obus ont été tirés sur la ville depuis l'artillerie, les chars, les BM-21 Grad, les drones et l'aviation.
En outre, plusieurs autres colonies de la région ont été bombardées. Trois travailleurs de l'énergie ont été tués près du village de Stepanivka et un habitant local est mort dans sa propre cour à Tokarivka.
Dès le lendemain matin, environ 23 morts et 46 blessés à Kherson et dans la région, dont deux enfants, ont été dénombrés. Le 8 mai, un des blessés est décédé à l'hôpital, portant le nombre de morts à 24.

## Réactions
Le président de l'Ukraine, Volodymyr Zelensky, a publié une photo avec les conséquences de l'attaque contre lui-même sur la chaîne Telegram, écrivant :

« Le monde doit le voir et le savoir. Une gare et une station de transfert, une maison, une quincaillerie, une épicerie, une station-service - savez-vous ce que ces lieux ont en commun? La traînée sanglante laissée par la Russie avec ses obus, tuant des civils à Kherson et dans la région de Kherson. A ce jour, 21 personnes sont décédées! 48 blessés! Tous civils! En une journée incomplète! Dans un domaine! Mes condoléances aux familles et aux proches des victimes. Nous ne pardonnerons jamais aux coupables. Vaincre le pays du mal et faire répondre tous les coupables! »

Le chef de l'administration régionale de Kherson, Oleksandr Prokudin (en), a annoncé un long couvre-feu à Kherson du 5 mai au soir jusqu'au matin du 8 mai. De plus, l'administration militaire régionale a annoncé trois jours de deuil les 4, 5 et 6 mai, à partir de midi le 4 mai.